# Grýtubakkahreppur
Grýtubakkahreppur es un municipio de Islandia. Se encuentra en la zona occidental de la región de Norðurland Eystra y en el condado de Suður-Þingeyjarsýsla. 

## Población y territorio
Tiene un área de 432 kilómetros cuadrados. Su población es de 334 habitantes, según el censo de 2011, para una densidad de 0,77 habitantes por kilómetro cuadrado. Su capital es el poblado de Grenivík, la cual en 2011 contaba con 256 personas.
Se encuentra al oeste de Eyjafjörður, al norte de Akureyri y cerca de Dalvík y de Húsavík.